# ليلة الحناء
ليلة الحناء أو «ليلة الوداع» كما يُطلق عليها البعض، هي احتفال بالعروس يوافق اليوم الأخير قبل حفل الزفاف، وهي عادة قديمة عند الكثير من الشعوب، استُحدِثَت لتصبح من أهم طقوس مراسم الزواج العربي في الوقت الحالي.

## طقوس ليلة الحناء في الأردن
تجتمع في ليلة الحناء صديقات العروس وأقاربها من الفتيات، بأجواء احتفالية يغلب عليها الطابع التراثيّ، فتجد العروس تبدّل أزياءها بين الثوب التقليدي المطرز والفساتين العصرية، بل أنها أحياناً ترتدي الساري الهندي، وهو اللباس التقليدي الشائع في شبه القارّة الهندية، وكذلك القفطان الذي يمثل الزي التقليدي في بلاد المغرب العربي.
وعلى عكس الماضي، حيث كانت ليلة الحناء ليلة حزينة لدى العروس وأهلها تتخللها الأناشيد والمواويل الحزينة؛ تجد ليلة الحناء الآن مليئة بأجواء الفرح والسعادة والغناء والرقص، حتى أنها قد تتضمن وجود فرقة فنون شعبية خاصة بالفتيات في بعض الأحيان، لتأدية مجموعة من الرقصات والعروض الشعبية وسط الأهازيج والأغاني العربية القديمة التي تنسجم مع ألحان دق الطبول وزغاريد النساء، بأجواء تتسم بالبهجة والسرور.
ولعل أبرز طقوس ليلة الحناء في الأردن هي مراسم نقش الحناء، فلا بدَّ من تحضير حلّة أو «صينية» تحتوي على الحناء المعجونة بالماء والزيوت العطرية، بشرط أن  تكون مزينة بالأزهار الطبيعية والشموع الطويلة، وتُستَخدَم كجزء من العروض الراقصة أثناء الحفل.
وبعد ذلك تقوم صديقات العروس برسم الحناء على يدي العروس أو قدميها، وقد يكتفين بكتابة الحرف الأول من اسم العريس ويُعتبر هذا النقش «الأكثر شيوعاً»، فيما يقوم البعض بدعوة أهل الاختصاص في هذا المجال، لرسم أجمل رسومات الحناء للعروس والحضور بدقة وحِرَفيّة.

## نبات الحناء
شجيرة من الفصيلة الحنائية حولية أو معمرة تعمر حوالي ثلاث سنوات وقد تمتد إلى عشرة، مستديمة الخضرة، غزيرة التفريع، يصل طولها إلى ثلاثة أمتار، ونبات الحناء شجيري معمر وله جذور وتدية حمراء وساقه كثيرة الفروع والأفرع جانبية وهي خضراء اللون وتتحول إلى البنى عند النضج، وأوراق الحناء بسيطة جلدية بيضاوية الشكل بطول 3 _ 4 سم بيضية أو ستانية عريضة متقابلة الوضع بلون أحمر خفيف أو أبيض مصفر، والأزهار صغيرة بيضاء لها رائحة عطرية قوية ومميزة وهي في نورات عنقودية والثمرة علبة صغيرة تحوي بذورا هرمية الشكل، وشجرة الحناء لها صنفان يختلفان في لون الزهر كالصنفِ Alba ذو الأزهار البيضاء والصنف Miniata ذو الأزهار البنفسجية ومن أصناف الحناء البلدي، والشامي، والبغدادي، والشائكة.